# Sziget Festival
El Sziget Festival (en húngaro, Sziget Fesztivál, pronunciado [ˈsiɡɛt ˈfɛstivaːl]; «festival de la isla») es uno de los festivales de música y cultura más grandes de Europa. Se lleva a cabo cada mes de agosto en el norte de Budapest, Hungría, en la isla de Óbuda (Óbudai-sziget), una frondosa isla de 108 ha en el Danubio. Más de 1.000 actuaciones tienen lugar cada año.
El festival, de una semana de duración, pasó de ser un evento estudiantil de perfil relativamente bajo en 1993 a convertirse en uno de los festivales de rock europeos más importantes, con aproximadamente la mitad de todos los visitantes provenientes de fuera de Hungría, especialmente de Europa occidental. También cuenta con un servicio party train («tren de fiesta»), que transporta a los asistentes al festival junto con DJs residentes, desde todo el continente. El segundo evento (1994), denominado Eurowoodstock, fue encabezado por artistas del festival original de Woodstock. En 1997, la asistencia total superó los 250.000, alcanzando un máximo histórico en 2016 con 496.000 visitantes de 95 países (la capacidad diaria se elevó a 90.000). En 2019, ese récord se superó una vez más cuando 565.000 visitantes asistieron al festival. El Festival Sziget se etiqueta cada vez más como una alternativa europea al festival Burning Man de Nevada, Estados Unidos, debido a sus características únicas: «un parque de diversiones deformado y amplificado electrónicamente que no tiene nada que ver con la realidad».
En 2011, The Independent clasificó a Sziget como uno de los 5 mejores festivales de Europa. El festival es dos veces ganador en los European Festivals Awards en la categoría Best Major European Festival, en 2011 y 2014.
En 2002, Sziget se extendió a Transilvania cuando sus organizadores crearon un nuevo festival anual titulado Félsziget Fesztivál (en rumano, «festival de la península») que pronto se convirtió en el más grande de su tipo en Rumania. En 2007, los organizadores cocrearon Balaton Sound, un festival de música electrónica celebrado en la orilla sur del lago Balatón que rápidamente ganó popularidad. El CEO del festival, a fecha de 2024, es Támas Kádár.

## Historia
Tras el final de la era comunista en 1989, la animada escena del festival de verano en Budapest enfrentó una crisis debido a una pérdida repentina de fondos gubernamentales. Un grupo de artistas y entusiastas del rock propuso el evento Sziget como una forma de cerrar esta brecha. El festival se inició en 1993, originalmente llamado Diáksziget («isla de los estudiantes»). Este primer evento fue organizado por fanes de la música en su tiempo libre y superó el presupuesto, hasta 1997 para pagar las pérdidas. De 1996 a 2001 fue patrocinado por Pepsi y pasó a llamarse Pepsi Sziget. Desde 2002 se llama Sziget Fesztivál («festival de la isla»).
El Instituto Nacional de Promoción de la Salud (OEI) realizó y publicó una encuesta exhaustiva sobre el comportamiento y el estado de ánimo de los visitantes de Sziget (2007). La encuesta reveló, entre otros datos, que el último encuentro sexual del 9,4% de sus participantes no estaba protegido.

## Evolución

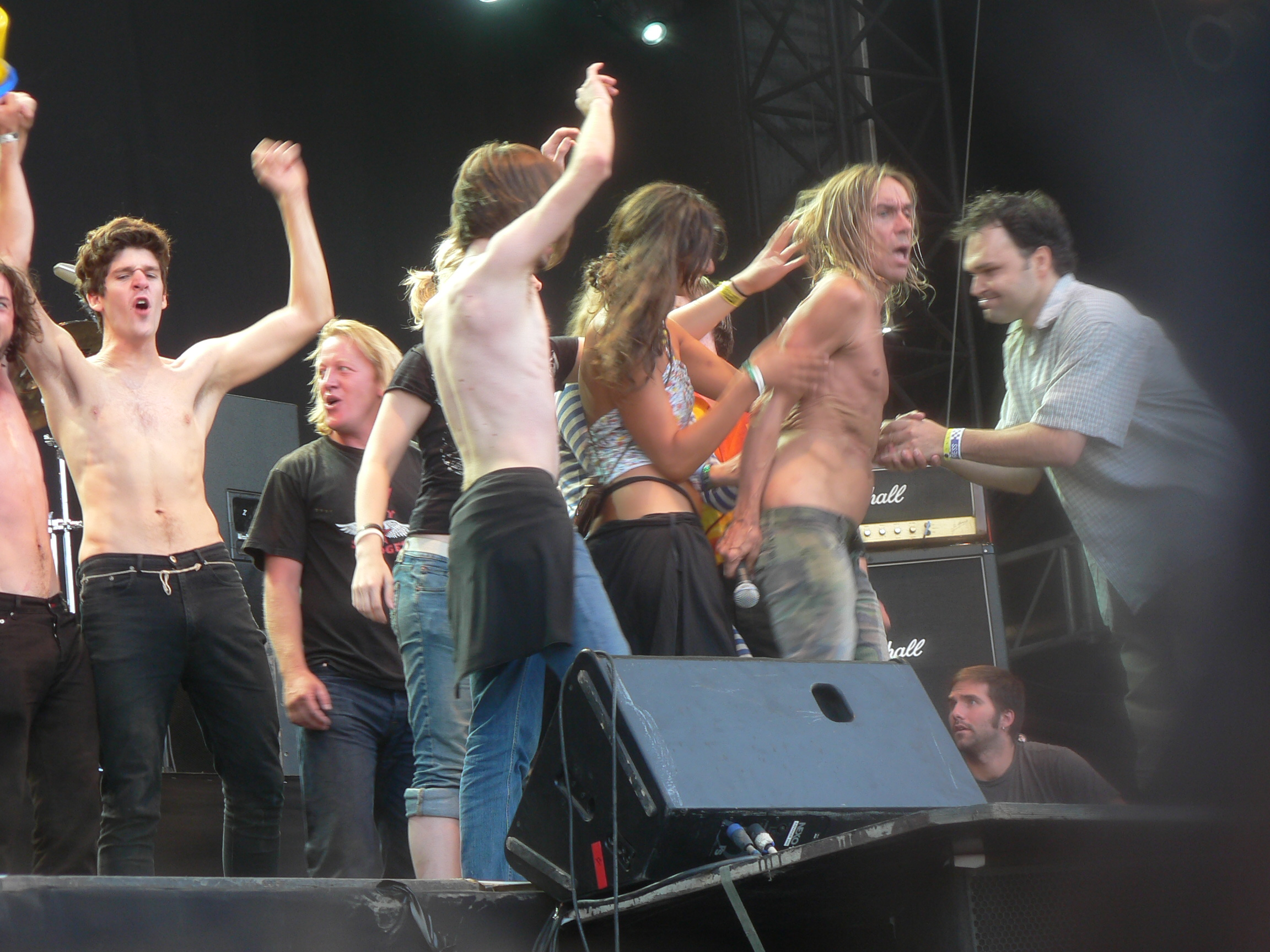
Iggy Pop y sus colegas en el escenario principal, en la edición de 2006.

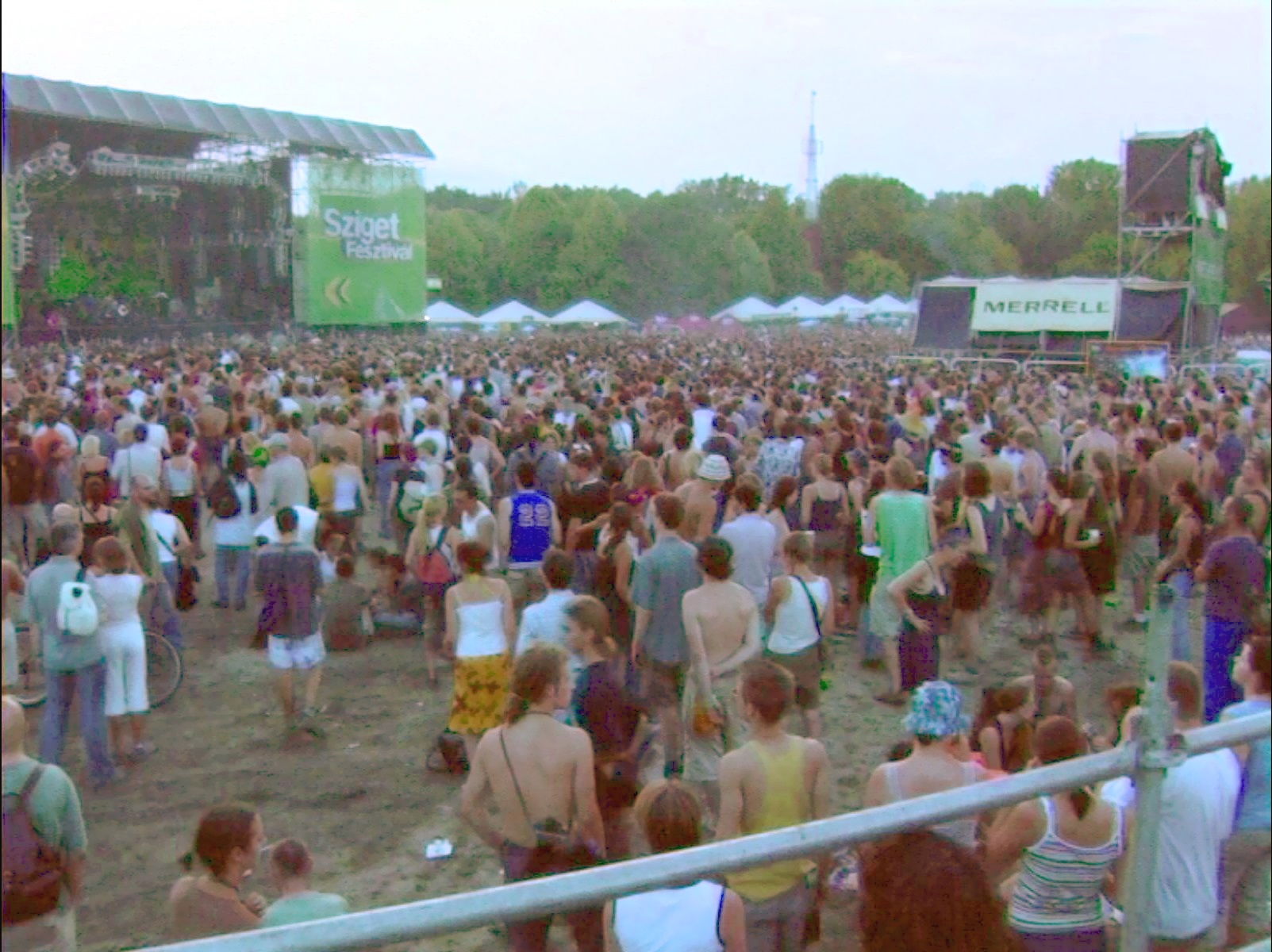
Escenario principal de Sziget en la edición de 2003.

El Festival Sziget es notable porque incluye conciertos de muchos géneros musicales diferentes. En la edición de 2006 vio, entre otros, un escenario de blues, una carpa de jazz, un escenario de músicas del mundo, junto con el escenario principal, donde se organizan los originales conciertos rock.
El festival es popular entre los europeos occidentales. Alrededor del 50% de los visitantes provienen de fuera de Hungría, y el grupo más grande proviene de los Países Bajos. Muchos también provienen de Bélgica, el Reino Unido, Alemania, Italia, Francia, Irlanda y Rumania.
Al estar ubicados en una isla, algunos asistentes al festival han intentado ingresar nadando a través del Danubio o remando en balsas inflables. Los organizadores desalientan mucho estos intentos, ya que es peligroso debido a la naturaleza del río Danubio, que fluye rápidamente.

## Pleito
El Dr. Tamas Derce, el alcalde de Újpest, el cuarto distrito de Budapest, demandó al Festival Sziget, alegando que el evento es tan ruidoso que los lugareños no pueden dormir por la noche. El alcalde quiere obligar a los organizadores por decisión judicial a suspender todos los programas entre las 6 p. m. y las 10 a. m., lo que prácticamente significa cerrar el festival. El alcalde ya perdió un caso similar contra Sziget en la corte en 2002. Los organizadores del festival de 2008 prometieron a los funcionarios locales que el escenario principal se cerrará a las 11 p. m. y que no se reproducirá música en ese escenario después de eso. Por esta razón, el concierto de Iron Maiden se tomó de su hora de inicio original de 9:30 p. m. a 9:00 p. m.